# Долнопасарелски манастир
Вижте пояснителната страница за други значения на Свети апостоли Петър и Павел.
Долнопасарелският манастир „Св. св. Петър и Павел“ е православен манастир в България.

## Местоположение
Намира се югоизточно от село Долни Пасарел на около 5 километра по стария път за град Самоков в красива местност на десния бряг на река Искър под връх Калето.

## История
Вероятно възниква първоначално като параклис през XV век, а впоследствие се развива като малък манастир. През XIX век е построена запазената до днес църква украсена с великолепни стенописи от самоковски и дебърски майстори.

## Архитектура
Манастирската църква датира от втората половина на XIX век. Тя е малка, еднокорабна, едноапсидна, безкуполна сграда с размери 7 x 15 метра. Построена е от камък покрит с варосан кирпич.

## Стенописи
Първоначално в църквата работи самоковския художник Христо Илиев. Негово дело са стенописите в апсидното пространство от 1878 година, изобразяващи Богородица Ширшая небес и четиримата църковни отци литургисти.
През 1880 година свода и останалата част от църквата са изцяло покрити с прекрасни стенописи дело на братята Михаил и Христо Благоеви от село Тресонче, Дебърско. Над входната врата на църквата в нишата имало запазен отчасти надпис, който казва „из рука... Ристо Благоеви из Дебър от село Тресанче“. Втори надпис над вратата отвън дава датата 15 юни 1880 година.
Тяхната живопис поразява с яркостта и свежестта на колорита и експресивността на рисунъка. На западната стена е и портретът на ктитора игумен Васил Иванов от Сопот, в почти цял ръст, монашеско облекло, коленичил с ръце скръстени на гърдите и наведена глава. В ръката си тя държи разгърнат свитък с текст „Тебе молимся Владичицу сохрани манастиръ и народъ“. Позата на ктитора е уникална за българската религиозна живопис. Върху източната стена са представени светците Стефан и Роман Сладкопеец. Над тях от двете страни на олтара е сцената Благовещение, а най-горе в люнета е изобразен Св. Дух. Върху зенита на свода в четири кръгли медальона са поместени образите на Бог Саваот, Христос Вседържател, Новозаветна тройца и Йоан Кръстител. Върху стените е поместен регистъра на светците в цял ръст, а над тях върху раменете са свода са изобразени сцени от живота на Христос. Силно впечатление прави сцената Рождество Христово. Сцената Успение Богородично е на обичайното за нея място върху западната стена на църквата над входа.
- Стенописи от Долнопасарелския манастир, 1880 г.
- Влизане в Йерусалим
- Свети Йоан Предтеча
- Света Троица
- Апостоли
- Праведни Исус Навин
- Свети Меркурий и Свети Мина